# Weltmeisterschaften der Rhythmischen Sportgymnastik 2022
Die 39. Weltmeisterschaften der Rhythmischen Sportgymnastik fanden vom 14. bis 18. September 2022 in der Arena Armeec in der bulgarischen Hauptstadt Sofia statt.
Sportlerinnen aus Russland und Belarus waren aufgrund des Russisch-Ukrainischen Kriegs von einer Teilnahme ausgeschlossen. Erfolgreichste Nation war Italien mit unter sechs Goldmedaillen, einer Silbermedaille und zwei Bronzemedaillen in neun Wettbewerben, gefolgt von Bulgarien mit zwei Gold- und drei Silbermedaillen sowie einer Bronzemedaille und Deutschland mit je einer Gold- und Bronzemedaille sowie drei Silbermedaillen.

## Siegerinnen
| Disziplin                 | Gold | Silber | Bronze |
| ------------------------- | --- | --- | --- |
| Mannschaft Mehrkampf      | Italien Milena Baldassarri Sofia Raffaeli Martina Centofanti Agnese Duranti Alessia Maurelli Daniela Mogurean Laura Paris Martina Santandrea | Deutschland Margarita Kolosov Darja Varfolomeev Anja Kosan Daniella Kromm Alina Oganesyan Francine Schöning Hannah Vester | Spanien Alba Bautista Polina Berezina Ana Arnau Inés Bergua Valeria Márquez Mireia Martínez Patricia Pérez Salma Solaun |
| Reifen                    | Sofia Raffaeli | Stilijana Nikolowa | Darja Varfolomeev |
| Ball                      | Sofia Raffaeli | Darja Varfolomeev | Milena Baldassarri |
| Keulen                    | Darja Varfolomeev | Stilijana Nikolowa | Sofia Raffaeli |
| Band                      | Sofia Raffaeli | Stilijana Nikolowa | Ekaterina Vedeneeva |
| Mehrkampf                 | Sofia Raffaeli | Darja Varfolomeev | Stilijana Nikolowa |
| Gruppe Mehrkampf          | Bulgarien Sofija Iwanowa Kamelija Petrowa Rachel Stoyanov Radina Tomowa Schenina Traschliewa Margarita Wassilewa                             | Israel Shani Bakanov Adar Friedmann Romi Paritzki Ofir Shaham Diana Svertsov                                              | Spanien Ana Arnau Inés Bergua Valeria Márquez Mireia Martínez Patricia Pérez Salma Solaun                               |
| Gruppe 5 Reifen           | Italien Martina Centofanti Agnese Duranti Alessia Maurelli Daniela Mogurean Laura Paris Martina Santandrea                                   | Israel Shani Bakanov Adar Friedmann Romi Paritzki Ofir Shaham Diana Svertsov                                              | Spanien Ana Arnau Inés Bergua Valeria Márquez Mireia Martínez Patricia Pérez Salma Solaun                               |
| Gruppe 3 Bänder + 2 Bälle | Bulgarien Sofija Iwanowa Kamelija Petrowa Rachel Stoyanov Radina Tomowa Schenina Traschliewa Margarita Wassilewa                             | Italien Martina Centofanti Agnese Duranti Alessia Maurelli Daniela Mogurean Laura Paris Martina Santandrea                | Aserbaidschan Gullu Aghalarzade Laman Alimuradova Kamilla Aliyeva Zeynab Hummatova Yelyzaveta Luzan Darya Sorokina      |

## Medaillenspiegel
| Rang | Nation        | Gold | Silber | Bronze | Gesamt |
| ---- | ------------- | ---- | ------ | ------ | ------ |
| 1    | Italien       | 6    | 1      | 2      | 9      |
| 2    | Bulgarien     | 2    | 3      | 1      | 6      |
| 3    | Deutschland   | 1    | 3      | 1      | 5      |
| 4    | Israel        | —    | 2      | —      | 2      |
| 5    | Spanien       | —    | —      | 3      | 3      |
| 6    | Aserbaidschan | —    | —      | 1      | 1      |
| 6    | Slowenien     | —    | —      | 1      | 1      |